# تویول
تویول (به انگلیسی: Twywell) یک روستا و محله مدنی در بریتانیا است که در East Northamptonshire واقع شده‌است. تویول ۱۷۶ نفر جمعیت دارد.